# Paul Keller (pyromane)
 (août 2019).
Si vous disposez d'ouvrages ou d'articles de référence ou si vous connaissez des sites web de qualité traitant du thème abordé ici, merci de compléter l'article en donnant les références utiles à sa vérifiabilité et en les liant à la section « Notes et références ».
Pour les articles homonymes, voir Paul Keller.
Paul Kenneth Keller, né le 6 janvier 1966 à Everett dans l'État de Washington, est un pyromane américain. Il a terrorisé la région de Seattle en 1992 et 1993 en déclenchant de nombreux incendies criminels.
Sa méthode était simple puisqu'il utilisait uniquement son briquet, sans ajout de combustibles autres que celui trouvé sur place. Il a été reconnu coupable du déclenchement, sur une période de six mois, de 32 incendies et a reconnu en avoir allumé 44 incendies de plus, soit un total de 76. Les incendies ont provoqué la mort d'au moins trois personnes et plus de 30 millions de dollars en dommages matériels. Il purge une peine de prison de 99 ans sans possibilité de libération conditionnelle.
Son arrestation est le fruit d'une dénonciation de son propre père qui l'a reconnu grâce à un portrait-robot et son profilage criminel réalisé par les enquêteurs. La récompense de 25 000 $ a été redonnée par le père de Keller à un pasteur d'une église de Lynnwood dont l'édifice avait été détruit par un incendie provoqué par son fils.
L'histoire de Paul Keller a été décrite dans le téléfilm Not Our Son (1995) avec Neil Patrick Harris. Son cas a également été présenté dans la série documentaire Forensic Files, adaptée en français sous le titre Les Enquêtes impossibles : épisode À l'épreuve du feu ainsi que dans la série documentaire Evil Lives Here dans l'épisode intitulé Not my boy sur la chaîne américaine Investigation Discovery. On fait par ailleurs référence à Keller dans Le Pyromane, l'épisode 19 de la saison 2 de la série télévisée Esprits criminels.